# Happy's Pizza
Happy's Pizza è una catena regionale americana di ristoranti, che serve pizza, costolette, pollo, frutti di mare, panini, pasta e insalata.

## Storia
Il primo ristorante Happy's Pizza è stato aperto da Happy Asker nel 1994 sul lato est di Detroit. Dal 2006 all'inizio del 2008, la catena è raddoppiata e ha raggiunto 27 località.
Ora la catena ha più di 65 ristoranti in Michigan, Nevada, California e Ohio.

## Controversie
Nel 2010, degli agenti federali hanno fatto irruzione nella sede dell'azienda. Il 16 luglio 2013, Happy Asker e altri cinque azionisti sono stati incriminati per frode ed evasione fiscale. L'Ufficio del procuratore degli Stati Uniti per il distretto orientale del Michigan ha affermato che Asker e gli altri hanno escogitato un piano per dichiarare il reddito imponibile e le tasse sui salari inferiori a 2,1 milioni di dollari in più di 50 ristoranti Happy's Pizza nel Michigan, Ohio, Indiana e altrove. Sono stati accusati di cospirazione per frodare il governo degli Stati Uniti, compilare false dichiarazioni dei redditi e tentare corrotti di ostacolare le leggi dell'IRS. Gli imputati accusati di cospirazione hanno rischiato fino a cinque anni di carcere e una multa di $ 25.000. Gli accusati di aver presentato false dichiarazioni dei redditi e ostruzione hanno dovuto affrontare tre anni di carcere e una multa di $ 250.000 per ogni conteggio. Si pensa che Happy Asker abbia / avesse legami con la mafia caldea. Nel luglio 2015, Asker è stato dichiarato colpevole di tutte le accuse ed è stato condannato a oltre quattro anni di carcere e condannato a pagare $ 2,5 milioni di restituzione. Gli altri quattro si sono dichiarati colpevoli. Maher Bashi, direttore operativo della catena di pizzerie, è stato condannato a due anni di prigione e condannato a pagare $ 620.297. Due affiliati sono stati condannati a pene detentive, mentre un terzo ha ricevuto tre anni di libertà vigilata.